# Sigvard Sivertsen
Sigvard Jakob Sivertsen (Bergen, 1881. február 27. – Bergen, 1963. december 27.) olimpiai bajnok és olimpiai ezüstérmes norvég tornász.
Az 1908. évi nyári olimpiai játékokon versenyzett tornában és összetett csapatversenyben ezüstérmes lett.
Az 1912. évi nyári olimpiai játékokon ismét indult tornában és csapat összetettben szabadon választott szerekkel olimpiai bajnok lett.
Klubcsapata a Bergens TF volt.